# 蘇門答臘 (佛羅里達州)
蘇門答臘（英語：Sumatra）是位於美國佛羅里達州利伯蒂县的一個人口普查指定地區。

## 地理
蘇門答臘的座標為30°01′13″N 84°58′45″W / 30.02028°N 84.97917°W，而該地最高點為海拔高度8米（即26英尺）。

## 人口
根據2010年美國人口普查的數據，蘇門答臘的面積為2.50平方千米，當中陸地面積為2.50平方千米，而水域面積為0.44平方千米。當地共有人口148人，而人口密度為每平方千米59人。